# 杜克維茨湖

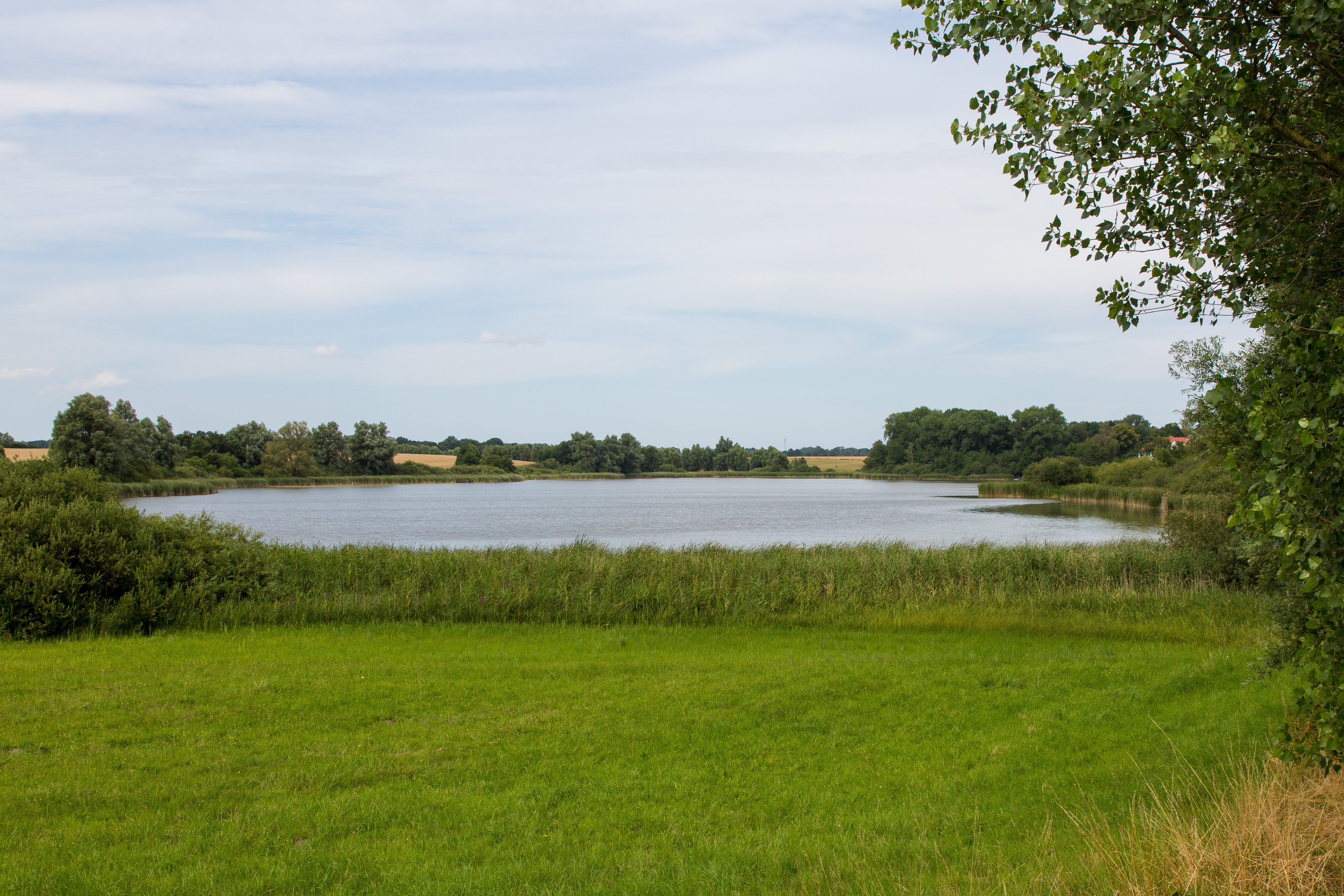

53°59′39″N 12°34′57″E / 53.99415°N 12.58240°E
杜克維茨湖（德語：Duckwitzer See），是德國的湖泊，位於該國東北部，由梅克倫堡-前波美拉尼亞州負責管轄，處於羅斯托克縣，長0.8公里、寬0.3公里，面積0.18平方公里，海拔高度20米，東岸設有游泳區域。